# Csató Mari
Csató Mari magyar manöken, modell, fotómodell.

## Élete
Csató Mari 1961-ben, az érettségi után lett manöken. Ügyvéd akart lenni, jogra jelentkezett, de nem vették fel. Dolgozni ment, adminisztrátor lett a Divattervező Vállalatnál. Az első pillanattól kezdve ruhákat kellett próbálnia. 
Azóta a fél világot bejárta, volt Etiópiaban, Bejrútban, Kanadaban, Angliaban, Dániaban, Norvégiaban. 
Csató Mari már akkor modell volt Magyarországon, amikor még csak elenyésző számú manöken volt a szakmában. Nádor Vera az Iparművészeti Főiskola ruha tanszékének vezetője, divattervező fedezte fel, s az ő felkérésére kezdett el modellkedni. Közel 20 évig volt manöken. Számos jelentős divatházban és divatszalonban mutatott be újdonságokat. Az akkoriban nemzetközileg is elismert Rotschild Klára „Clara Szalon” divatszalonjának is állandó manökenje volt. A Magyar Divat Intézet és a Hungarotex által rendezett külföldi divatbemutatók szereplőjeként a világ sok országába eljutott a magyar divat nagyköveteként.
A MODEFEST nemzetközi divatfesztivál (Hvar) 1976-os rendezvényén Szentpéteri Györgyi és Lantos Piroska képviselték még Magyarországot. Az egy hétig tartó divatbemutatón hazánkat a Magyar Divat Intézet és az OKISZ Labor képviselte, 50 modellel. Nemcsak magyar ruhákat mutattak be a manökenek itt, erős mezőnyben (77 manöken volt), hanem egymás után kérték fel őket a külföldi cégek a ruháik bemutatására. Az OKISZ Labor kékfestő ruhái után például Nina Ricci- és svéd ruhákat mutattak be a magyar manökenek. 
Mindemellett címlapokon, hetilapokban, de az Ez a Divat újság hasábjain is megjelentek a fotói.  
36 éves koráig a divatbemutatók kifutóin volt modell, de a szereplések befejeztével a kifutót csak félig-meddig hagyta el. A Magyar Divat Intézet felkérésére divatbemutatókat rendezett, szervezett és fiatal manökeneknek adott feladatot.
Ezt követően egy kisebb szakembergárdával divatszalont alapított, ahol a tervei alapján ruhamodelleket készítettek, és kis szériában Chateau márkanévvel forgalmazták. Nagyon sok ismert hölgyet öltöztettek, segítettek kialakítani saját stílusukat, öltözködési tanácsokkal látták el őket.
Azt tartom a legfontosabbnak az öltözködésben, hogy a változó divatból mit viselhet az alkatának, adottságainak és lehetőségeinek megfelelően. A hozzám fordulókat mindig szívesen segítem tanácsaimmal és sok sikeres visszaigazolást kaptam... Nagyon örültem, amikor Diós Kati felkért, hogy csatlakozzam a Nők Lapja Iskolájához, mert szalonom bezárása után itt folytathattam tapasztalataim átadását az öltözködéskultúrában.
A Nők Lapja Iskolája szakértő csapatával dolgozott, Diós Kati felkérésére, öltözködési tanácsadóként.